# Imnadia panonica
Imnadia panonica là một loài động vật giáp xác thuộc họ Limnadiidae. Đây là loài đặc hữu của Serbia và Montenegro.